# ويرفين (تشيشير)
ويرفين (بالإنجليزية: Wervin)‏ هي قرية وأبرشية مدنية تقع في المملكة المتحدة في إنجلترا. يقدر عدد سكانها بـ 118 نسمة .